# TV Stammheim
Der Turnverein Stuttgart-Stammheim 1895 e.V. (TV Stammheim) ist ein Mehrspartenverein im nördlichsten Stadtteil der Landeshauptstadt Baden-Württembergs: Stuttgart-Stammheim. Er zählt rund 2.500 Mitglieder. Zu seinen Sportarten gehören Gerätturnen, Gymnastik-, Fitness- und Gesundheitskurse aller Art, Volleyball, Badminton, Ski, Rad, Walken, Laufen, Klettern, Handball, Faustball, Tennis, Tischtennis und Tanzsport. Mit dem akTiV betreibt der Verein ein eigenes Fitness- und Gesundheitsstudio, außerdem eine Kindersportschule (KiSS).
Ein Aushängeschild des Wettkampfsports ist die Faustballabteilung, die mit ihren Bundesligateams (Männer und Frauen) sowie national erfolgreichen Jugendmannschaften als Hochburg gilt.
Der Sportbetrieb findet in 4 Sportbereichen (verwaltet durch den Hauptverein) und 7 Abteilungen statt.

## Sportbereiche

### akTiV – Fitness- und Gesundheitsstudio
Ein Meilenstein in der Vereinsentwicklung gelang dem TV Stammheim im Jahr 2020. Zentral gelegen, auf dem Freihofplatz im Herzen Stammheims, betreibt der Verein seitdem ein eigenes Fitness- und Gesundheitsstudio. Gerätetraining, individuelle Betreuung, professionelle Trainingspläne: Die Verbindung eines kleinen, hochwertig ausgestatteten Studios, qualifizierter Trainer und der familiären Atmosphäre eines Vereins spiegelt sich im akTiV wider.

### Fit&Gesund
Eine breite Palette an Fitness- und Gesundheitskursen bildet den Kursbetrieb, der sich vielseitig über Yoga, Rückenkurse, Zumba, Pilates, und vielen anderen Fitness- und Gymnastikkursen bis hin zum orthopädischen Rehasport erstreckt. Über Jahre schon waren einige der Angebote in der Turnabteilung angesiedelt. Die immer professionellere Ausrichtung des Kursbetriebs machte im Jahr 2019 das Herauslösen der Kursangebote aus der Turnabteilung und die Gründung des Sportbereichs Fit&Gesund notwendig.

### KiSS – Kindersportschule
Im Jahr 2021 wurde die Kindersportschule im TV Stammheim gegründet. Die KiSS ermöglicht rund 1.000 Kinder jede Woche regelmäßiges Sporttreiben. An 6 Standorten (Stammheim, Eberdingen, Korntal, Pflugfelden, Schwieberdingen, Zazenhausen) besuchen rund 500 Kinder zwischen 2 und 10 Jahren die KiSS-Kurse.
In 10 Kooperationskindergärten sowie im Ganztag der Grundschule Stammheim leitet das Lehrteam zudem wöchentliche Sportkurse, die in den Kindergartenalltag bzw. die Ganztagesangebote integriert werden, und rund 500 Kinder erreichen.
Bereits ab 3 Monaten können die Kleinkindangebote „Babys in Bewegung“ sowie „MiniKids in Bewegung“ besucht werden, weitere Sportkurse runden das wechselnde Programm ab.
Seit 2003 bietet die KiSS auch Schwimmkurse an, genutzt wird hierfür das Lehrschwimmbecken in Nussdorf.

### Tanzoase
Die ursprünglichen Angeboten im orientalischen Tanz gaben der Tanzoase ihren Namen. Erst im Jahr 2018 gliederten sich die Tänzerinnen dem TV Stammheim an, seitdem sind orientalische Klänge auch im TVS zu vernehmen. Inzwischen wurde die Palette auch auf tänzerische Früherziehung für Kinder und um Ballett für Kinder erweitert.

## Abteilungen

### Faustball
Gegründet 1952:
Die ersten Mannschaften der Männer und Frauen spielen in der Bundesliga. Durch die und die erfolgreiche Jugendarbeit gilt der TV Stammheim als Faustball-Hochburg.
Vom 25.–27. Juli 2008 fand in Stammheim die Europameisterschaft im Feldfaustball statt. Teilnehmer waren neben dem Weltmeister Österreich, dem Titelverteidiger Schweiz und natürlich dem Gastgeber Deutschland noch Italien, Serbien, Katalonien und Tschechien. Europameister wurde Österreich vor der Schweiz und Deutschland. Rund 10.000 Besucher waren an den drei Turniertagen auf der Anlage.
Sechs Deutsche Meisterschaften wurden vom TV Stammheim ausgerichtet. Zuletzt die DM der Männer und Frauen vom 26.–28. Juli 2024, bei der über die drei Turniertage rund 7.000 Besucher anwesend waren.
Größte sportliche Erfolge der Abteilung sind die sechs Deutschen Meistertitel (1999 U18m, 2010 Männer, 2022 U16m, 2022–2024 U12m), sowie der 2. Platz beim Hallen-Europapokalsieg (2011 Männer).

### Handball
Gegründet: 1928
Als traditionsreiche Sportart wurde der Handballsport schon früh im 20. Jahrhundert in der Feldhandballvariante betrieben – heute nur noch in der Halle. Seit der Saison 2001/02 läuft der Handballsport in Stammheim in der Spielgemeinschaft HSV Stammheim/Zuffenhausen (bis zur Saison 2013/2014 unter dem Namen HSV Stuttgart-Nord), die aus den Vereinen TV Stammheim, TV89Zuffenhausen und SSV Zuffenhausen gebildet wird. Sowohl mit Männern als auch Frauen, und in verschiedenen Jugendklassen nimmt die HSV am Spielbetrieb teil.

### Outdoor-Sport
Gegründet: 1963
Die Outdoor-Sportabteilung ist eine sehr weit gefächerte Sportabteilung im TV Stammheim. Hier finden outdoorbegeisterte Sportler ihr Glück. Von einer reinen Skiabteilung, über die erste Erweiterung zur Ski+ Radabteilung, wurde über die Aufnahme weiterer Sportarten der heutige Name gewählt. Neben den „Stammsportarten“ Skifahren und Radfahren kann man inzwischen Klettern, Joggen, Walken und vieles mehr. Die zweite Heimat der Outdoor-Sport-Abteilung war bis zum Jahr 2006 das Haus in Au, Bregenzerwald, Österreich. Seit 2006 nutzt man ein neues Pachtobjekt: Zwischen Gargellen und St. Gallenkirch im Montafon steht das Jägerstüble, welches seit diesem Zeitpunkt Ausgangspunkt für sommerliche und winterliche Aktivitäten ist und sich regen Zuspruchs erfreut.

### Tanzsport
Gegründet 2001
Bereits ab dem Jahr 1969 gab es im TV Stammheim eine regelmäßige Tanzgruppe. Nachdem sich die Spuren des Paartanzes im TV Stammheim über die Jahrzehnte etwas verloren haben, wird er seit 2001 in einer Abteilung organisiert betrieben.

### Tennis
Gegründet: 1971
Auf 4 vereinseigenen Sandplätzen wird im TV Stammheim Tennis gespielt.

### Tischtennis
Gegründet: 1981

### Turnen und Freizeitsport
Gegründet: 1895
Die Abteilung Turnen&Freizeitsport ist die zweite Multisportabteilung. Ursprünglich als reine Turnabteilung geführt, kamen über die Jahre mehr und mehr Sportarten hinzu, denen die Umbenennung in den heutigen Namen Rechnung trug. Badminton, Basketball, Boule,  Beachvolleyball, Prellball und Volleyball ergänzen die klassischen Angebote rund um Kinderturnen, Jugendturnen und Gerätturnen.